# Pristimantis acuminatus
Espèce
Synonymes
- Eleutherodactylus acuminatus Shreve, 1935

Statut de conservation UICN

 LC  : Préoccupation mineure
Pristimantis acuminatus est une espèce d'amphibiens de la famille des Craugastoridae.

## Répartition
Cette espèce se rencontre en-dessous de 1 124 m d'altitude :
- en Équateur dans les provinces de Morona-Santiago et de Pastaza ;
- au Pérou dans la région de Loreto.

## Publication originale
- Shreve, 1935 : On a new teiid and Amphibia from Panama, Ecuador and Paraguay. Occasional Papers of the Boston Society of Natural History, vol. 8, p. 209-218 (texte intégral).